# الخطأ زيرو (فلم)
الخطأ زيرو هو فيلم قصير إماراتي صمم باستخدام تقنية التحريك الحاسوبي، وعُرض لأول مرة في أبريل 2010، وهو من تأليف وإخراج أشرف غوري، ومن إنتاج شركة إكسبانس سي جي آي، ويُعد أول فيلم خيال علمي في الإمارات العربية المتحدة. عُرض الفيلم في الدورة الثالثة والستين لمهرجان كان السينمائي الدولي.

## الإنتاج
بدأ إنتاج الفيلم في نوفمبر 2009، وتم الانتهاء منه في مارس 2010، وهو أول فيلم تنتجه شركة إكسبانس سي جي آي التي عملت قبل ذلك في إنتاج الإعلانات التجارية، قبل أن ينتقل مسؤولو الشركة في ديسمبر 2008، إلى مدينة هيوستن في الولايات المتحدة الأمريكية في محاولة لجمع التمويل لتغطية ميزانية إنتاج الفيلم. لم تتمكن الشركة من توفير الميزانية اللازمة لإنتاج نسخة طويلة من الفيلم، لذا أنتج الفيلم في النهاية بشكل مُستقلّ كفيلم قصير مدته ثماني دقائق، وقد استعانت الشركة بمتطوعين من خلال قنوات التواصل الاجتماعي ضمن طاقم عمل الفيلم، حيث تمّ اختبار الممثلين بعد حملة أطلقتها الشركة عبر موقعي تويتر وفيسبوك.

## العرض
عُرض الفيلم لأول مرة عالميًا في أبريل 2010 في الدورة الثالثة من مهرجان الخليج السينمائي الذي أقيم في مدينة دبي بالإمارات العربية المتحدة، ثُم عرض بعد ذلك في النسخة الثالثة والستين من مهرجان كان السينمائي الدولي، كما عُرض أيضًا في النسخة العاشرة من مهرجان لندن للخيال العلمي وغيرها من المهرجانات السينمائية الدولية. بحثت شركة إكسبانس سي جي آي بعد إصدار الفيلم عن مستثمرين لإنتاج نُسخة من الفيلم للتلفزيون.

## قصة الفيلم
تدور أحداث فيلم الخطأ زيرو في المستقبل حيث حل الذكاء الاصطناعي محل الذكاء البشري، فتحكي القصة عن إكس إي 7، وهو سايبورغ تُرسله مجموعة عملية للقيام برحلة عبر الزمن كجزء من مشروع الخطأ زيرو الذي يهدف لتسجيل التاريخ المفقود.

## طاقم العمل

### الممثلون والمؤدون الصوتيون
- محمد علي جمدار: في دور إكس أي 7 (أداء صوتي).
- منى عباسي: في دور مراسلة صحفية.
- عدنان عارف: في دور مراسل صحفي.
- ناصر شهيبة: في دور مراسل صحفي.
- عقيل فكري: في دور الشيخ عبد الله.
- ديفيد جورج كوش: في دور مراسل صحفي.
- ريانون داوني: في دور أسيد (أداء صوتي).
- فات مو: في دور إنا رابي.
- نيك ريجو: في دور مراسل صحفي.
- محمد مندل: في دور متصل الفيديو.

### المصورون
- وقاص قدير الشيخ
- ريتيش جيسواني

### الإخراج
- أشرف غوري (مخرج).
- نظام محمد (تصميم الرسوم المتحركة).
- عبد الرزاق البوسميط (تصميم الصوت).
- دي جي راف (مهندس الصوت).
- أحمد شلبي (نمذجة الشخصيات).

### الرسوم المتحركة للشخصيات
- جين م. ثانكابان
- أشرف غوري

### الإنتاج
- شركة إكسبانس سي جي آي (منتج).
- أشرف غوري (منتج منفذ).
- محمد مندل (منتج مشارك).
- وقاص قدير الشيخ (منتج مشارك).
- فوني مادوكس (منتج فني).
- اماس تانكوس (مشرف ما بعد الإنتاج).
- استوديوهات تامبي (إنتاج صوتي).

## الترشيحات وجوائز
حصل طاقم عمل الفيلم على عدد من الجوائز من عدة مهرجانات محلية وعالمية، وكان من أهم هذه الجوائز:
- جائزة أفضل مخرج سينمائي صاعد من مهرجان جوائز الاستوديو الرقمي عام 2011.[16]
- جائزة المركز الثاني لأفضل فيلم للرسوم المتحركة من مهرجان جوائز الاستوديو الرقمي لعام 2011.
- جائزة الإنجاز المتميز من جوائز صنع في الإمارات العربية المتحدة عام 2011.
- جائزة أفضل تطبيق للتكنولوجيا لعام 2011 من مهرجان جوائز إس إم أي لنجوم الأعمال التجارية.
- جائزة الإنجاز الصناعي للفعاليات والترفيه لعام 2011 من مهرجان جوائز إس إم أي لنجوم الأعمال التجارية.

كما أختير الفيلم ضمن القائمة الرسمية لأفلام مهرجان الخليج السينمائي في عام 2010، وضمن القائمة الرسمية لأفلام مهرجان لندن للخيال العلمي في عام 2011، وضمن القائمة الرسمية لأفلام مهرجان أيقونة للخيال العلمي في تل أبيب عام 2011.

## روابط خارجية
- صفحة الفيلم علي موقع قاعدة بيانات الأفلام العالمية